# Guadalquitón

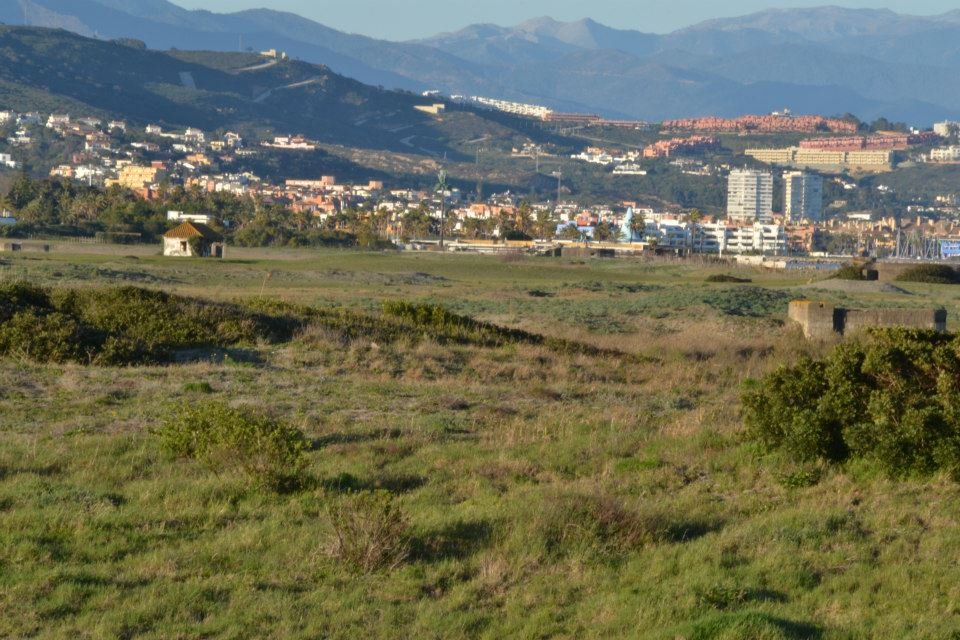
Presión urbanística en Guadalquitón.

Guadalquitón es un complejo de humedales y alcornocal costero de Guadalquitón-Borondo. Es una zona de elevado valor ecológico, última representación y mejor conservada de lo que fue la costa mediterránea de Andalucía.

## Descripción

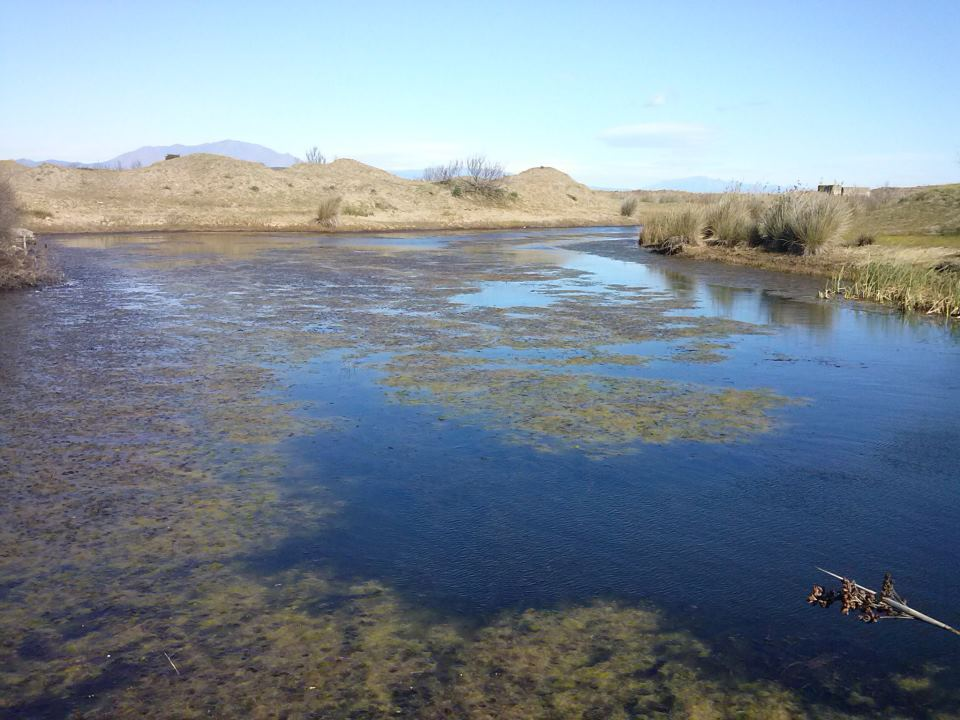
Brazo muerto del estuario del Guadalquitón.

Guadalquitón tiene una anchura máxima en dirección norte-sur (Sotogrande-Alcaidesa) de 3,5km, (siendo la media de 2,8km). La máxima desde la playa a la autovía es de 3,66km con una media de 2,8km.
Está compuesta por la playa, duna costera, humedales endorreicos y lagunas de inundación temporal (algunos de los cuales fueron producto de la extracción de áridos para la construcción), un pequeño estuario, alcornocal costeros y bosque mediterráneo, con un alto valor ecológico.
La finca de Guadalquitón, San Roque (Cádiz) incluye la zona mejor conservada del litoral mediterráneo de esta comarca, con playas vírgenes, complejos dunares, el único bosque litoral de alcornoques y acebuches que se conserva en la zona y una enorme biodiversidad, con numerosas especies catalogadas y protegidas legalmente.. cuentan con una Declaración de Impacto Ambiental negativa de la Consejería de Medio Ambiente (CMA). El POT las declara Zona de Interés Territorial.
Existen unidades ambientales formadas por vegetación dunar relictica, alcornoques litorales, bosque cerrado de alcornoque, lagunas litorales, bosque medio de alcornoque y tomillares xerofíticos con brecina, que, sumadas a otras unidades ambientales homogéneas de menor valor pero que también son importantes para conservar. Se observan taxones dispersos de distintas especies protegidas por la legislación vigente y que están catalogadas como amenazadas, vulnerables y en peligro de extinción.
Cuenta con numerosos endemismos tanto botánicos como faunísticos, principalmente anfibios, como el Tritón pigmeo y el Sapo de espuelas.

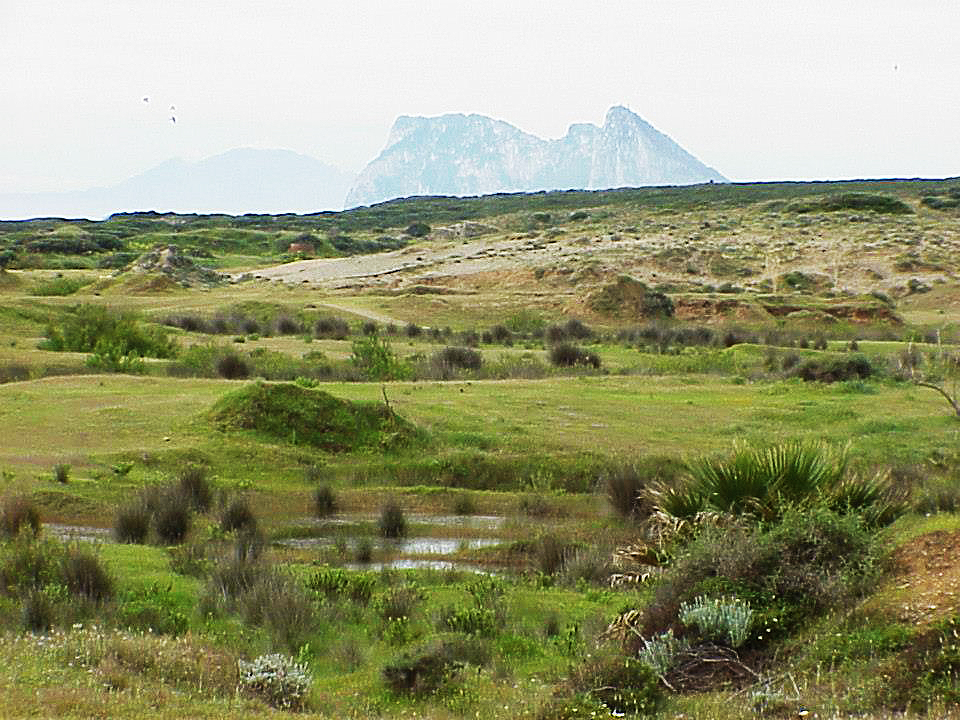
Guadalquitón, detrás Gibraltar.

En definitiva el sector denominado “Guadalquitón” lo conforman un conjunto de unidades ambientales funcionales, interactivas y originales, que cumplen con la condición de un ecosistema altamente sensible, a cualquier alteración o transformación urbanística, turístico o deportivo, por mínimo que sea.

## Problemas
Como toda la Costa del Sol está sometido al acoso de la presión urbanística, rodeado al norte por la urbanización de lujo Sotogrande, al sur por la urbanización La alcaidesa, al oeste por la Autovía E-15 y El San Roque Club y finalmente al oeste por el Mar Mediterráneo.
Ecologistas en Acción afirma que se debe garantizar la protección de los terrenos que unen Borondo y Guadalquitón con el parque natural de Los Alcornocales, e insta a la Junta de Andalucía para que estas fincas se protejan y entren a formar parte de la red de Espacios Protegidos de Andalucía como “Corredor Verde y Los Alcornocales”. Estas fincas a conservar serían: Guadalquitón, Borondo, Dientes Bajo y Alto, La Alcaidesa, Pinar del Rey, Sierra del Arca, Sierra Carbonera, Los Portichuelos y Alcaidesa hacia el Parque de los Alcornocales por la finca del Chapatal y Los Chaparrales. Un entronque se haría desde el Estuario del río Guadiaro, parte de la Sierra Almenara, aledaños del Hozgaranta hacia Castellar por la finca de la Almoraima.
Igualmente, el yacimiento romano de Guadalquitón que se localiza en su interior está muy deteriorado